# Gymnastes riedeli
Gymnastes riedeli är en tvåvingeart som först beskrevs av Alexander 1931.  Gymnastes riedeli ingår i släktet Gymnastes och familjen småharkrankar. Inga underarter finns listade i Catalogue of Life.